# Чжао Ган
Чжао Ган (кит. 赵刚, род. июнь 1968, Синьминь, Ляонин) — китайский государственный и политический деятель, губернатор провинции Шэньси с 1 декабря 2022 года.
Ранее секретарь парткома КПК города Яньань (2021—2022), генеральный директор компании China First Heavy Industry Group Co., Ltd., президент холдинга China North Industries Group Corporation Limited.
Член Центрального комитета Компартии Китая 20-го созыва.

## Биография
Родился в июне 1968 года в уезде Синьминь городского округа Шэньян, провинция Ляонин.
С сентября 1986 по сентябрь 1990 года учился на факультете машиностроения Пекинского технологического института, по окончании получил диплом по специальности «высокоточное электронное машиностроение». В июне 1987 года вступил в Коммунистическую партию Китая.
С сентября 1990 по апрель 1993 года — магистратура факультета машиностроения Пекинского технологического института, диплом магистра по специальности «Взрывотехника».
После окончания института в апреле 1993 года направлен по распределению в государственный холдинг China North Industries Group Corporation Limited (Norinco), где занимал должности рядового сотрудника, заместителя главы ближневосточного отдела, заместителя начальника ближневосточного отдела Первого управления международной торговли, главы представительства Norinco в Тегеране, начальника кадрового управления, помощника президента и главы управления научных исследований и разработок. К апрелю 2004 года дослужился до должности вице-президента, а в декабре 2007 года стал президентом холдинга .
В сентябре 2017 года назначен генеральным директором и заместителем секретаря партотделения КПК компании China First Heavy Industry Group Co., Ltd., однако проработал на этой должности всего год.
Политическую карьеру начал в октябре 2018 года с назначения на должности вице-губернатора и члена партбюро КПК Народного правительства провинции Шэньси. В январе 2021 года — член Постоянного комитета парткома КПК провинции и секретарь парткома КПК города Яньань. В мае 2022 года получил пост второго по перечислению заместителя секретаря парткома КПК Шэньси, в ноябре того же года дополнительно возглавил партбюро Народного правительства провинции.
1 декабря 2022 года решением 37-й сессии Постоянного комитета Собрания народных представителей Шэньси 13-го созыва назначен временно исполняющим обязанности губернатора провинции. 16 января 2023 года утверждён в должности губернатора на 1-м пленуме Собрания народных представителей Шэньси 14-го созыва.